# Наталинська сільська територіальна громада
Наталинська сільська об'єднана територіальна громада — об'єднана територіальна громада в Україні, у Берестинському районі Харківської області. Адміністративний центр — село Наталине.
Площа громади — 180,57 км², населення — 6444 мешканці (2017).
Утворена 8 серпня 2017 року шляхом об'єднання Кобзівської, Наталинської та Попівської сільських рад Красноградського району.

## Населені пункти
До складу громади входять 3 селища (Балки, Дружба та Садове) і 27 сіл: Березівка, Варварівка, Вільне, Вільховий Ріг, Вознесенське, Володимирівка, Гадяч, Добренька, Кам'янка, Кобзівка, Кобзівка Друга, Копанки, Лип'янка, Лукашівка, Мартинівка, Маховик, Наталине, Новопавлівка, Одрадівка, Олександрівка, Петрівка, Попівка, Роздолля, Соснівка, Улянівка, Шкаврове та Ясна Поляна.